# السنة الدولية للتعبئة من أجل مكافحة العنصرية والتمييز العنصري وكراهية الأجانب وما يتصل بذلك من تعصب
أعلنت الجمعية العامة للأمم المتحدة عام 2001 سنة دولية للتعبئة ضد العنصرية والتمييز العنصري وكره الأجانب وما يتصل بذلك من تعصب.
تم تخصيص السنوات الدولية للأمم المتحدة، بدءاً بعام اللاجئين العالمي في 1959/1960، من أجل تركيز انتباه العالم على القضايا المهمة. اتخذت الجمعية العامة في 9 ديسمبر 1998 قرار تخصيص عام 2001 للتعبئة ضد العنصرية ورهاب الأجانب، وارتبط القرار بتنظيم المؤتمر العالمي لمكافحة العنصرية والتمييز العنصري وكراهية الأجانب وما يتصل بذلك من تعصب، في نفس العام. وذكرت الجمعية العامة في قرارها (A/RES/53/132) أن الاحتفال "يهدف إلى توجيه انتباه العالم إلى أهداف المؤتمر العالمي وإعطاء زخم جديد للالتزام السياسي بالقضاء على جميع أشكال العنصرية والتمييز العنصري وكراهية الأجانب وما يتصل بذلك من تعصب".
وعقد المؤتمر في مدينة ديربان بجنوب أفريقيا. شارك 7000 ممثل من المجتمع المدني في منتدى المنظمات غير الحكومية في الفترة من 28 إلى 31 أغسطس 2001. انعقد الاجتماع الحكومي في الفترة من 31 أغسطس إلى 7 سبتمبر 2001. وتم اعتماد إعلان وبرنامج عمل في 8 سبتمبر. وكانت مفوضة الأمم المتحدة السامية لحقوق الإنسان ماري روبنسون هي الأمينة العامة للمؤتمر.

## روابط خارجية
- القرار A/RES/53/132 الذي اعتمدته الجمعية العامة للأمم المتحدة
- المؤتمر العالمي لمكافحة العنصرية والتمييز العنصري وكره الأجانب وما يتصل بذلك من تعصب (موقع الأمم المتحدة على شبكة الإنترنت)
- بيان صحفي للأمم المتحدة: المؤتمر العالمي لمكافحة العنصرية والتمييز العنصري وكره الأجانب وما يتصل بذلك من تعصب
- تقرير المؤتمر العالمي لمكافحة العنصرية والتمييز العنصري وكراهية الأجانب وما يتصل بذلك من تعصب (A/CONF.189/12)